# Hermanas de la Caridad de San Agustín
La Congregación de Hermanas de la Caridad de San Agustín (oficialmente en latín: Congregatio Sororum Caritatis a Sancto Augustino) es una congregación religiosa católica femenina, de vida apostólica y de derecho diocesano, fundada en 1851 por el obispo francés Louis Amadeus Rappe en Cleveland (Estados Unidos). A las religiosas de este instituto se les conoce hermanas de la caridad de San Agustín o simplemente como agustinas de la Caridad y posponen a sus nombres las siglas C.S.A.

## Historia

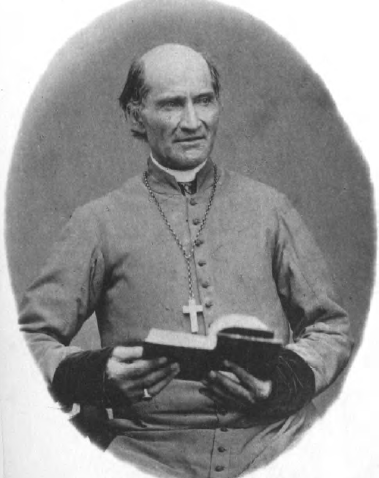
Louis Amadeus Rappe (1801-1877), obispo de Cleveland, fue el fundador del instituto.

La congregación fue fundada el 21 de octubre de 1851, por el primer obispo de Cleveland, Louis Amadeus Rappe, para la atención de un hospital católico y un orfanato. Las primeras religiosas se formaron con las Hermanas Ursulinas de Cleveland, pero tomaron como regla de vida la regla de san Agustín. La primera superiora general fue Angela Bissonnette.

## Organización
La Congregación de Hermanas de la Caridad de San Agustín es un instituto religioso de derecho diocesano y centralizado, cuyo gobierno es ejercido por una superiora general. Su sede central se encuentra en Charleston (Estados Unidos).
Las agustinas de caridad viven según la Regla de san Agustín, se dedican a la educación e instrucción cristiana de la juventud y a la asistencia de huérfanos, ancianos y enfermos. El instituto cuenta con alrededor de 50 religiosas y 15 comunidades y están presentes únicamente en Estados Unidos.